# أفيك أيه جي - 600
أفيك أيه جي 600 (بالإنجليزية: AVIC AG-600) هي طائرة برمائية صينية الصنع، عُدت عند إنتاجها الأضخم من هذا النوع. مزودة بأربع محركات مروحة عنفية ومخصصة لأغراض الإنقاذ ومكافحة الحرائق وكذلك الأغراض العسكرية، يمكنها حمل 50 راكبًا والتحليق لمدة 12 ساعة، وهي مجهزة بخزان مياه سعته 12 طنًّا. قامت شركة صناعة الطيران الصينية الحكومية بتصميم وبناء الطائرة. كان أول إقلاع لها في 24 ديسمبر 2017 من مطار تشوهاي في جواندونج.

نجحت الطائرة المائية أفيك أيه جي 600 في إنهاء رحلتها التجريبية الأولى في المياه، وذلك في البحر الأصفر قبالة سواحل تشينغداو شرق الصين في 26 يوليو 2020.

## التطوير
بدأت الصين في تطوير هذه الطائرة عام 2009، لاستخدامات متعددة مثل عمليات القوات المسلحة، إضافة إلى عمليات البحث والإنقاذ في عرض البحر، إذ يسمح التصميم الفريد للطائرة بالهبوط مباشرة على الماء، دون الحاجة لقاعدة دعامات، فيما يمكن لهذه الطائرة الهبوط على الأرض أيضا.

تتشابه الطائرة الصينية التي تتسع لـ 50 شخصا، إضافة إلى طاقمها، مع الطائرة الأميركية Spruce Goose المصنوعة من الخشب تحمل 8 محركات مروحية , والتي دشنها المليونير الأمريكي “هيوز” في الحرب العالمية الثانية بغرض لنقل أفراد الجيش الأميركي وقادها وحلق بها مرة واحدة ،و رغم عدم دخولها للخدمة . ومن يتوقع أن تبدأ الشركة بتسليم الطائرة أفيك أيه جي 600 بحلول عام 2022.

وتعد الطائرة الضخمة، التي بإمكانها أن تصبح سفينة، ,وسيلة مثالية لإطفاء الحرائق، حيث يمكن لها جمع ما يعادل 12 طنا من المياه في البحر دون الحاجة للعودة لإعادة ملئ الخزانات، مع ضرورة أن يكون ارتفاع الموج أقل من 6 أقدام.

وتعد الطائرة المصنعة من قبل شركة صناعة الطيران الصينية (ِAVIC)، بحجم طائرة ركاب من نوع “بوينغ 737″، فيما تشير صحيفة “بزنس انسايدر” إلى انتقادات تعرض لها الشركة الصينية بعد التشابه في التصميم مع طائرات بوينغ وإيرباص.

## المواصفات
- عدد الركاب: 50.
- الطول: 36.9 مترًا.
- الارتفاع : 12 متر.
- باع الجناح: 38.8 مترًا.
- أقصى وزن عند الإقلاع: 53,500 كجم.
- السرعة القصوى: 500 كم/ساعة.
- المدى: 4500 كم.
- الارتفاع الأقصى للتحليق: 10,000 متر.[5]

## وصلات خارجية
- صفحة الطائرة في موقع الشركة المصنعة (بالصينية)